# هیدروکسی لیزینوری
هیدروکسی لیزینوری نوعی ناهنجاری مادرزادی متابولیک است.

## علائم بالینی
- زمان تولد: طبیعی.
- دوران نوزادی، شیرخوارگی، کودکی و نوجوانی: عقب ماندگی ذهنی، تشنج، میوکلونوس، بیش فعالی و اشکال تکلم.

## نقص آنزیمی
نقص در آنزیم هیدروکسی لیزین کیناز.

## توارث ژنتیکی
اتوزوم مغلوب.

## میزان بروز
بسیار نادر.

## روش تشخیص
- اسیدهای آمینه پلاسما: هیدروکسی لیزین آزاد بالا.
- اسیدهای آمینه ادرار: هیدروکسی لیزین آزاد بالا، هیدروکسی لیزین کل طبیعی.

## درمان
ناشناخته.

## آزمون تشخیص قبل از تولد
ندارد.